# 蓋平県 (朝陽市)
蓋平県（がいへい-けん）は中華人民共和国遼寧省にかつて存在した県。現在の朝陽市カラチン左翼モンゴル族自治県一帯に相当する。
五胡十六国時代、北燕により僑県として設置された。南北朝時代になると北魏により廃止された。